# Eutoxeres
Eutoxeres es un género de aves apodiformes de la familia Trochilidae que agrupa a dos especies nativas de la América tropical (Neotrópico), cuyas áreas de distribución se encuentran desde el norte de Costa Rica, en América Central hasta el noroeste de Bolivia en América del Sur, principalmente a lo largo de la cordillera de los Andes. A sus miembros se les conoce por el nombre común de picohoces o picos de hoz.

## Etimología
El nombre genérico masculino «Eutoxeres» se compone de las palabras del griego «eu» que significa ‘fino’, y  «toxērēs» que significa ‘arquero’.

## Características
Las aves de este género son dos troquílidos medianos, midiendo entre 12 y 14 cm de longitud, inconfundibles con sus picos agudamente curvados a casi 90°, de colores apagados, las partes inferiores blanquecinas profusamente estriadas de pardo-negruzco, la cola muy graduada con las timoneras con ápice blanco. Habitan en selvas húmedas montanas y de tierras bajas, áreas abiertas adyacentes, cañaverales sombríos y áreas cultivadas.

## Lista de especies
Según las clasificaciones del Congreso Ornitológico Internacional (IOC) y Clements Checklist, el género agrupa a las siguientes especies con el respectivo nombre popular de acuerdo con la Sociedad Española de Ornitología (SEO):
| Imagen | Nombre científico   | Autor            | Nombre común       | Estado de conservación | Distribución |
| ------ | ------------------- | ---------------- | ------------------ | ---------------------- | ------------ |
|        | Eutoxeres aquila    | (Bourcier, 1847) | picohoz coliverde  | LC                     |              |
|        | Eutoxeres condamini | (Bourcier, 1851) | picohoz colicanela | LC                     |              |